# Kanton Bry-sur-Marne
Kanton Bry-sur-Marne (fr. Canton de Bry-sur-Marne) je francouzský kanton v departementu Val-de-Marne v regionu Île-de-France. Tvoří ho dvě obce.

## Obce kantonu
- Bry-sur-Marne
- Champigny-sur-Marne (severní část)